# Bavans
Bavans és un municipi francès situat al departament del Doubs i a la regió de Borgonya - Franc Comtat. L'any 2007 tenia 3.573 habitants.

## Demografia

### Població
El 2007 la població de fet de Bavans era de 3.573 persones. Hi havia 1.447 famílies de les quals 380 eren unipersonals (153 homes vivint sols i 227 dones vivint soles), 476 parelles sense fills, 481 parelles amb fills i 110 famílies monoparentals amb fills.
La població ha evolucionat segons el següent gràfic:
Habitants censats

### Habitatges
El 2007 hi havia 1.548 habitatges, 1.478 eren l'habitatge principal de la família, 4 eren segones residències i 66 estaven desocupats. 1.044 eren cases i 476 eren apartaments. Dels 1.478 habitatges principals, 1.002 estaven ocupats pels seus propietaris, 449 estaven llogats i ocupats pels llogaters i 27 estaven cedits a títol gratuït; 33 tenien una cambra, 52 en tenien dues, 248 en tenien tres, 453 en tenien quatre i 693 en tenien cinc o més. 1.052 habitatges disposaven pel capbaix d'una plaça de pàrquing. A 658 habitatges hi havia un automòbil i a 619 n'hi havia dos o més.

### Piràmide de població
La piràmide de població per edats i sexe el 2009 era:
| Homes | Edats   | Dones |
| ----- | ------- | ----- |
| 0     | 95 o +  | 0     |
| 8     | 90 a 94 | 8     |
| 16    | 85 a 89 | 32    |
| 8     | 80 a 84 | 29    |
| 34    | 75 a 79 | 25    |
| 72    | 70 a 74 | 81    |
| 74    | 65 a 69 | 80    |
| 124   | 60 a 64 | 113   |
| 118   | 55 a 59 | 99    |
| 161   | 50 a 54 | 154   |
| 164   | 45 a 49 | 172   |
| 154   | 40 a 44 | 200   |
| 99    | 35 a 39 | 115   |
| 120   | 30 a 34 | 106   |
| 77    | 25 a 29 | 72    |
| 132   | 20 a 24 | 120   |
| 241   | 15 a 19 | 220   |
| 185   | 10 a 14 | 157   |
| 105   | 5 a 9   | 102   |
| 72    | 0 a 4   | 103   |

## Economia
El 2007 la població en edat de treballar era de 2.394 persones, 1.646 eren actives i 748 eren inactives. De les 1.646 persones actives 1.454 estaven ocupades (822 homes i 632 dones) i 191 estaven aturades (99 homes i 92 dones). De les 748 persones inactives 279 estaven jubilades, 212 estaven estudiant i 257 estaven classificades com a «altres inactius».

### Ingressos
El 2009 a Bavans hi havia 1.450 unitats fiscals que integraven 3.556,5 persones, la mediana anual d'ingressos fiscals per persona era de 18.915 €.

### Activitats econòmiques
Dels 97 establiments que hi havia el 2007, 1 era d'una empresa extractiva, 3 d'empreses alimentàries, 1 d'una empresa de fabricació d'elements pel transport, 5 d'empreses de fabricació d'altres productes industrials, 19 d'empreses de construcció, 22 d'empreses de comerç i reparació d'automòbils, 5 d'empreses de transport, 7 d'empreses d'hostatgeria i restauració, 1 d'una empresa d'informació i comunicació, 2 d'empreses financeres, 2 d'empreses immobiliàries, 4 d'empreses de serveis, 16 d'entitats de l'administració pública i 9 d'empreses classificades com a «altres activitats de serveis».
Dels 36 establiments de servei als particulars que hi havia el 2009, 1 era una gendarmeria, 1 oficina de correu, 1 una oficina bancària, 2 tallers de reparació d'automòbils i de material agrícola, 2 autoescoles, 6 guixaires pintors, 1 fusteria, 7 lampisteries, 4 electricistes, 4 perruqueries, 1 veterinari i 6 restaurants.
Dels 9 establiments comercials que hi havia el 2009, 1 era un hipermercat, 3 fleques, 1 una fleca, 1 una peixateria, 1 una sabateria i 2 floristeries.
L'any 2000 a Bavans hi havia 7 explotacions agrícoles que ocupaven un total de 123 hectàrees.

## Equipaments sanitaris i escolars
Els 2 equipaments sanitaris que hi havia el 2009 eren farmàcies.
El 2009 hi havia 1 escola maternal i 1 escola elemental.

## Poblacions més properes
El següent diagrama mostra les poblacions més properes.